# Pierre-Ulric Dubuisson
Pierre-Ulric Dubuisson, actor, director de teatro, político y revolucionario francés, nacido en Laval, el 23 de enero de 1746, y muerto guillotinado en París el 24 de marzo de 1794.
Hijo de un médico, abrazó fuertemente la Revolución identificado con los sectores hebertistas, seguidores de la doctrina de Jacques-René Hébert. Anteriormente, había militado en los sectores jacobinos.
Juzgado por un tribunal revolucionario, resultó condenado a muerte el 24 de marzo de 1794, junto al propio Hébert.
- Datos: Q3383534